# Bagalla

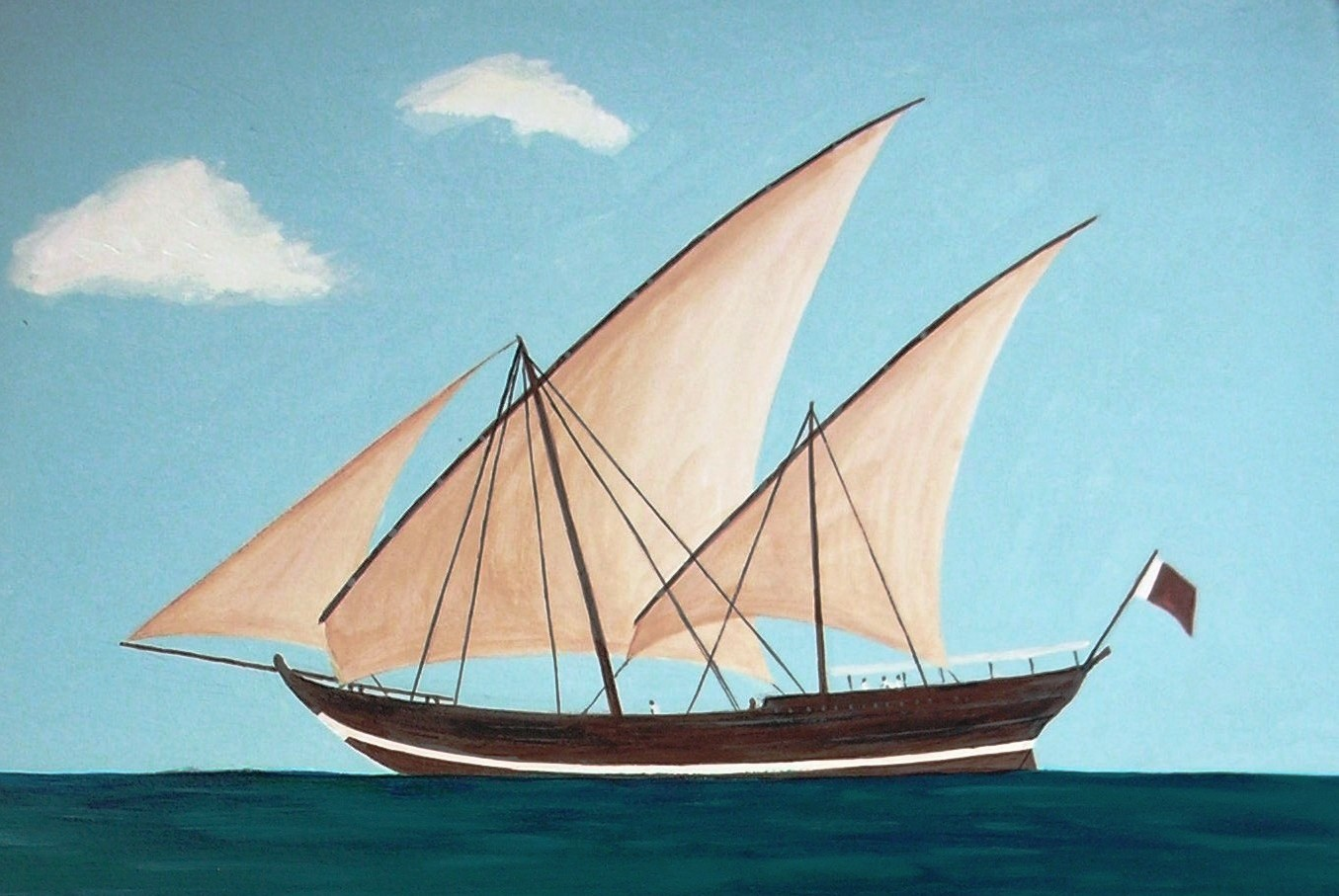
Eine Bagalla mit je einem Setteesegel an jedem Mast und zudem einem Vorstagsegel am Vorstag zwischen Bugspriet und vorderen Mast

Eine Bagalla, auch Baggalat (französisch Boutre, arabisch بغلة baghlah), ist ein anderthalbmastiges, arabisches Segelschiff, mit Lateinsegeln am Großmast und am kleinen Besanmast und einer Wasserverdrängung zwischen 100 und 400 Tonnen. Es wurde vom Ende des 16. bis zum Ende des 19. Jahrhunderts gebaut und befördert noch heute Güter und Passagiere von den westlichen Ufern Indiens bis zur Ostküste Afrikas.
Den Schiffskörper mit geringer Seitenhöhe zeichneten runde Spantformen und ein stark geneigter Vorsteven aus, dessen Länge bis zu einem Drittel der Schiffslänge betrug. Die Heckaufbauten waren mit fünf Fenstern, Galerien und Balkonen ausgestattet, sowie mit Schnitzereien und bunter Bemalung verziert. Das Poopdeck erinnert an europäische Galeonen. Auf Piraten- und Kriegsschiffen war das Schanzkleid durch Geschützpforten unterbrochen, hinter denen Karronaden an Deck aufgestellt waren. An den Bordseiten wurde häufig eine zweite Reihe Geschützpforten markiert.
18 bis 25 Seeleute stellten die Mannschaft des Schiffes.
Ähnliche arabische Schiffe, jedoch anderer Größenordnung waren Sambuke, Pattamar und Ghanja.